# Southern Union Gas Company Building
El Southern Union Gas Company Building es un edificio histórico en el centro de Albuquerque, la ciudad más poblada del estado de Nuevo México (Estados Unidos). Es notable como uno de los primeros edificios de estilo internacional en la ciudad. Construido en 1951, fue la más grande de varias oficinas de Southern Union en todo el estado diseñadas por el arquitecto del suroeste John Gaw Meem. Meem era mucho más conocido por trabajar en el estilo neopueblo, pero diseñó un puñado de otros edificios modernos, como el Centro de Bellas Artes de Colorado Springs.
Meem completó el diseño del Southern Union Building en 1949, con la intención de "proyectar la imagen de una empresa progresista y de espíritu público". El edificio tiene dos pisos, con la antigua sala de exhibición de electrodomésticos en la planta baja y una "sala de hospitalidad" multipropósito en el piso superior. El espacio principal de la sala de exposición es de 5 m altura, con una amplia escalera al nivel superior y amplios ventanales en los lados sur y oeste.
El Southern Union Building fue agregado al Registro de Bienes Culturales del Estado de Nuevo México en 2003 y al Registro Nacional de Lugares Históricos en 2004. Entre 2004 y 2005, el edificio entonces vacante fue renovado y convertido en un restaurante Flying Star a un costo de 3.5 millones de dólares. La ubicación de Flying Star cerró en octubre de 2015 como parte de los procedimientos de quiebra de la cadena. Solo dos meses después, se anunció que el edificio albergaría las oficinas de Rural Sourcing, Inc., una empresa de tecnología con sede en Atlanta en Albuquerque. El edificio fue renovado por segunda vez para convertir el espacio del restaurante en oficinas, con un costo de más de 1 millón de dólares.